# Dumitru Lupu
Dumitru Lupu – rumuński skoczek narciarski. Uczestnik mistrzostw świata (1970). Wielokrotny mistrz kraju.
Lupu był zawodnikiem klubu C.S. Dinamo Braszów. W jego barwach zdobył sześć tytułów mistrza kraju – w imprezie tej triumfował nieprzerwanie od 1966 do 1971.
W lutym 1970 wystartował w mistrzostwach świata w Szczyrbskim Jeziorze, zajmując w obu konkursach indywidualnych lokaty w siódmej dziesiątce – na skoczni normalnej kompleksu MS 1970, po skokach na odległość 63,5 i 60,5 metra, uplasował się na 64. pozycji (za nim znaleźli się tylko reprezentujący Kanadę Zdenek Mezl oraz Francuz James Yerly), a na obiekcie dużym, gdzie lądował na dystansie 73 i 71,5 metra, był 67., wyprzedzając jedynie Mezla.

## Mistrzostwa świata

### Indywidualnie
| 1970 Szczyrbskie Jezioro | – | 64. miejsce (skocznia normalna), 67. miejsce (skocznia duża) |